# 渡部英雄
渡部 英雄（わたなべ ひでお、1952年 - ）は、日本のアニメ監督、アニメ演出家、アニメーター、桜美林大学芸術文化学群特任講師、湘南工科大学工学部講師、開志専門職大学アニメ・マンガ学部教授。数多くのアニメーションの演出・監督で知られる。

## 経歴
1977年大学の卒業後、撮影部カメラマンとして株式会社スタジオ珊瑚礁入社。株式会社東映動画（演出助手・制作進行）、有限会社サンルック（演出）に出向。
1980年スタジオ珊瑚礁退社。株式会社グリーン・ボックス（演出）を経てフリー。東映動画にて劇場長編アニメーション助監督、演出を担当。
東映動画勤務のまま1984年有限会社スタジオを設立、代表取締役社長。
1990年、社名を有限会社アートオフィス写楽に変更。1991年東映動画から株式会社竜の子プロダクションに移りアニメーター（原画）となる。
1993年アートオフィス写楽を退社、作画会社ネオックスを設立。
1997年ネオックスを退社、日本工学院八王子専門学校情報科学専門課程の専任教師となる。
1998年同校芸術専門課程にアニメーション科を設立する。
2003年日本大学大学院総合社会情報研究科博士前期課程に社会人入学、2006年修了し、日本大学大学院芸術学研究科博士後期課程に進学、2009年単位取得退学。
2012年日本工学院八王子専門学校教師を退任、湘南工科大学工学部コンピュータ応用学科専任講師に就任する。
2019年湘南工科大学専任講師を定年退職、その後、同非常勤講師、桜美林大学芸術文化学群ビジュアル・アーツ専修非常勤講師。
2020年より桜美林大学特任講師。
2023年3月桜美林大学特任講師を定年退職。2023年9月開志専門職大学アニメ・マンガ学部アニメ・マンガ学科非常勤講師。
2024年3月湘南工科大学非常勤講師を退任。
2024年4月開志専門職大学アニメ・マンガ学部アニメ・マンガ学科専任教授。

## 人物
北海道札幌市出身。東京都立東村山高等学校卒業後、日本大学藝術学部映画学科を卒業（藝術学士）。修士（文化情報）。
日本映像学会、日本アニメーション学会、国際融合文化学会 会員。
父は元北海道教育大学、学習院女子短期大学教授で英文学者の渡部一雄。

## 主な作品

### アニメ監督・演出作品

#### 劇場・OVA
- 11人いる（1986年）絵コンテ共同制作（マジックバス、キティ・フィルム）
- スクーパーズ（1987年） 監督（日本ビクター・ACCプロダクション・スタジオ夢民）
- シカとカンタ（1990年）監督（東映動画、シナノ企画）
- ASUKA-日本の歴史（1990年）監督（東映動画）各話
- のたり松太郎（1990年）演出（日活・虫プロ）
- 銀河英雄伝説（1991年）絵コンテ（徳間書店・キティ・フィルム）
- 恐怖新聞（1991年）絵コンテ（キティ・フィルム）
- しばいたろか（1993年）絵コンテ（ナック映画社）

#### テレビシリーズ
- 闘士ゴーディアン（1980年）絵コンテ・演出（竜の子プロ）
- 宇宙大帝ゴッドシグマ（1980年）絵コンテ、演出（東映本社）
- 宇宙戦士バルディオス（1980年）演出（葦プロ）
- 百獣王ゴライオン（1981年）演出（東映本社）
- 銀河旋風ブライガー（1981年）絵コンテ（東映動画・国際映画社）
- J9-II 銀河烈風バクシンガー（1982年）絵コンテ（東映動画・国際映画社）
- わが青春のアルカディア 無限軌道SSX（1982年）絵コンテ・演出（東映動画）
- 銀河疾風サスライガー（1983年）絵コンテ・演出（東映動画・国際映画社）
- 宇宙刑事シャイダー（1983年）特撮＝レーダースコープの画像制作（東映撮影所）
- 夢戦士ウイングマン（1984年）絵コンテ、演出、オープニング・エンディング絵コンテ、演出（東映動画）
- GIジョー（1984年）演出（東映動画・アメリカ合作）
- ふたり鷹（1984年）絵コンテ、演出（国際映画社）
- 機動戦士Ζガンダム（1985年）絵コンテ（世良邦男として）（日本サンライズ）
- アタッカーYOU!（1985年）絵コンテ（世良邦男として）（ナック映画社）
- GIジョー（1985年）演出（東映動画・アメリカ合作）
- 戦え!超ロボット生命体トランスフォーマー（1985年）演出（東映動画・アメリカ合作）
- マペット・ベイビーズ（1985年）演出（東映動画・アメリカ合作）
- 機動戦士ガンダムΖΖ（1986年）絵コンテ（世良邦男として）（日本サンライズ）
- GIジョー（1986年）演出（東映動画・アメリカ合作）
- ランボー（1986年）演出（東映動画・アメリカ合作）
- ゴーストバスターズ（1986年）演出（ディック、アメリカ合作）
- 北斗の拳2（1987年）絵コンテ、演出（東映動画）
- シートン動物記（1989年）絵コンテ（エイケン）
- アイドル忍者タートルズ（1991年）演出（東映動画・アメリカ合作）
- MUSASHI-GUN道（2006年）絵コンテ（ACCプロ）
- ロクローの大ぼうけん[8]（2024年）絵コンテ（プラネット・スタジオ）、第2話前編：「ゲージュツの都で大あわて」、後編：「ゲージュツの都で大せいこう」

- リンカイ!（2024年）演出（トムス・エンタテインメント）、4話

### アニメーター作画（原画）作品
- チロリン村物語（1992年）原画（NHK・ジュニオ）
- 宇宙の騎士テッカマンブレード（1992年）原画（竜の子プロ）
- キン肉マン（1992年）原画（東映動画）
- 無責任艦長タイラー（1993年）（竜の子プロ）
- 創世機士ガイアース（1993年）原画（AIC）
- ゲームPCエンジンCD－ROM聖戦士伝承・雀卓の騎士（1993年）原画、動画（日本物産）
- 銀河戦国群雄伝ライ（1994年）原画（イージーフイルム）
- 十二戦支 爆烈エトレンジャー（1995年）原画（シャフト）
- 新世紀エヴァンゲリオン（1995年）原画（ガイナックス）
- ゲームCD-ROMさくら大戦（1996年）
- スカイサーファー（1996年）原画（日本・アメリカ合作）
- ジョニークエスト（1996年）原画（日本・アメリカ合作）
- マッハGoGoGo（新）（1997年）（竜の子）
- メダロット（1999年）原画（ビィートレイン）[9]

### 制作担当 作品
- 三国志（1982年）制作担当（珊瑚礁）
- ダークキャット（1991年）制作担当（タバック・アートオフィス写楽）

## 著書
- 渡部英雄「アニメーションとは何か」『メディア・リテラシー 知とコミュニケーションの創発に向けて』芸術メディア研究会編、静岡学術出版〈新メディア新書〉、2009年。ISBN 978-4903859187
- 渡部英雄「携帯電話用マンガ創作」『クロストーク 2号』芸術メディア研究会編、タイケン株式会社、2011年。ISSN1884-0043
- 金子満、近藤邦雄、三上浩司、渡部英雄『映像ミザンセーヌの黄金則 ヒットする映画の作り方』株式会社ボーンデジタル、2011年。ISBN 978-4862461834
- 渡部英雄「デジタルアニメーション再考」『芸術とメディアの諸相』芸術メディア研究会編、タイケン株式会社、2013年。ISBN 978-4924769380
- 小山昌宏、須川亜紀子編、共著『アニメ研究入門【応用編】アニメを極める11のコツ』現代書館、2018年。ISBN 978-4-7684-5840-2